# Mont (Viella y Medio Arán)
Mont es una población del municipio de Viella y Medio Arán que cuenta con 46 habitantes, situado en la comarca del Valle de Arán en el norte de la provincia de Lérida (España). 
Dentro del Valle de Arán forma parte del tercio de Marcatosa.
Se encuentra a una altitud de 1120 metros, situado cerca de las poblaciones de Montcorbau y Vilac, se accede a través de la carretera que da también acceso a las anteriores poblaciones, partiendo de la carretera N-230 cerca de Viella.

## Monumentos y lugares de interés
- Iglesia de San Lorenzo, de estilo románico, del siglo XII.[2][3]